# 迪爾克里克 (印地安納州萊克縣)
迪爾克里克（英語：Deer Creek）是位於美國印地安納州萊克縣的一個非建制地區。該地的面積和人口皆未知。